# Kot Diji
Kot Diji (en urdu: کوٹ ڈیجی) va ser un assentament situat a l'actual Pakistan que va ser precursor de la civilització de l'Indus. Aquest lloc estava habitat des de l'any 3300 aC. Les seves restes arqueològiques consten de dues parts: la zona de la ciutadella, que està més elevada (uns 12 m més alta) i la zona exterior. Va ser excavada pel Departament d'Arqueologia del Pakistan als anys 1955 i 1957.
Es troba a uns 12 km al sud de Khairpur dins la província de Sindh, a la riba est del riu Indus.
Aquest lloc està als peus del turó Rohri Hills, on el 1790 la dinastia Talpur va construir el fort Kot Diji.

## Importància històrica

### Poblacions harappa (4000–3000 aC)
El desenvolupament d'aquestes explotacions agrícoles en diferents parts del Balutxistan i del baix Sind va acabar donant lloc a una civilització. Les primeres fortificacions, situades a Rehman Dheri, daten del 4000 aC.

## Cultura Kot Diji (3300–2600 aC)
Aquest jaciment ocupa 2,6 ha. La primera ocupació d'aquest lloc s'anomena Kot Dijian, i és anterior a la civilització harappana, o de l'inici de l'harappana. En aquest període ja s'utilitzava el bronze, però només per a ornamentació personal. També es feia servir la ceràmica.
De la fase de l'inici de l'harappa hi ha dues zones clarament definides.
La ciutadella per a les elits, separada per una muralla de defensa amb bastions a intervals regulars. Feia uns 150 x 100 m.
La zona exterior de la ciutat pròpiament dita constava de cases fetes de maons de terra i amb fonaments de pedra. La ceràmica trobada en aquesta zona tenia línies onades o dibuixos simples triangulars.
També s'ha trobat altres objectes com gerres d'emmagatzemament, esculturetes de terracota i puntes de fletxa de bronze. També objeces de pedra ben elaborats.
Un objecte interessant trobat a Kot Diji és un naip de ceràmica.
Hi ha signes evidents de diversos incendis que denoten abandonaments del jaciment encara no explicats.

## Rani Kot (600-1843)

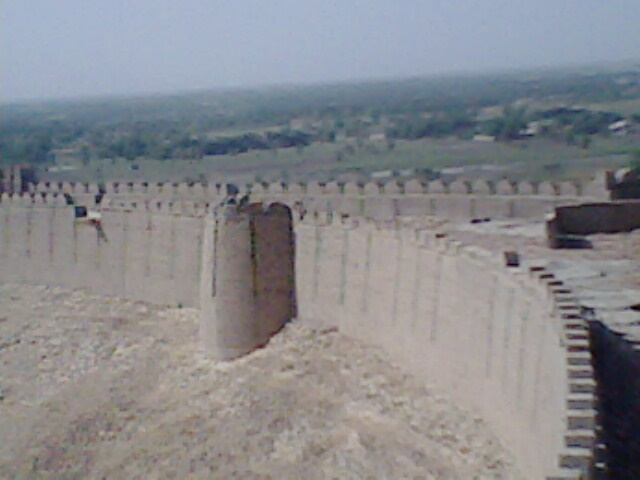
Posició de batalla

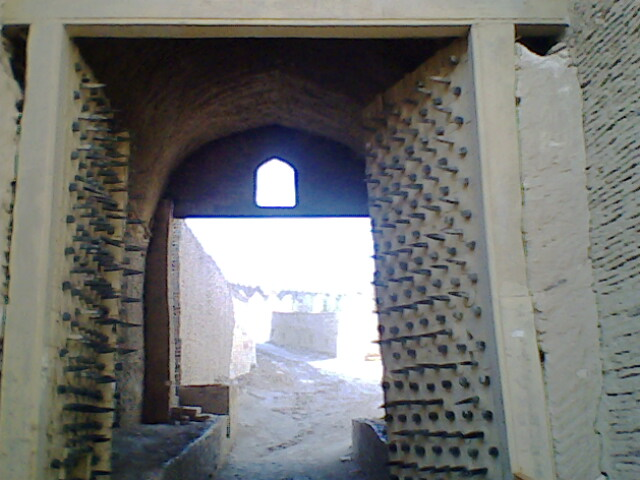
Portes principals del fort Rani Kot

Segons la llegenda, existia un mur durant el govern Umayyad i més tard durant el govern Abbasida. Primer va habitar aquest fort la tribu Soomro i més tard ho va fer la tribu Samma, que va ubicar grans formacions d'infanteria dins aquest fort.
Els emirs de l'Imperi Mongol (Mughal) construïren els murs del fort amb canons i van renovar-ne tota l'estructura. La tribu kalhora va acabar controlant aquest fort i finalment els talpurs van considerar aquest fort com un lloc estratègic, especialment durant el regnat de Mir Fatih Ali Khan Talpur, fins que van ser vençuts per l'Imperi britànic, l'any 1843.